# الدمعة الحمراء (مسلسل 2016)
الدمعة الحمراء تدور أحداث المسلسل حول قصة الحب التي جمعت بين (وافي وشيماء) وعشقهما الذي لا يفرقه سوى الموت، وتعرضهما للعديد من المواقف والمشاكل الصعبة التي يحاولان التغلب عليها.

## قصة المسلسل
تدور أحداث القصة في قلب نجد حول شاب وفتاة يعيشان في البادية ويجمع بينهما حب عذري عفيف لكن الظروف تحول دون اكتمال حلمهما باللقاء، وهو ما يجسد حياة الأمير والشاعر الراحل محمد الأحمد السديري، الذي اشتهر بعشقه للأدب الشعبي والشعر والخيل والطيور النادرة وقصة حب رائعة بين الوافي وشيمة والتي تشبه قصة روميو وجولييت وقيس وليلى، ومن أشهر قصائدة .
ومن قصائدة ايضاً :

## طاقم العمل
| الممثل(ة)          | البلد    |
| ------------------ | -------- |
| عبدالمحسن النمر    | السعودية |
| تركي اليوسف        | السعودية |
| علا الفارس         | الأردن   |
| عبير عيسى          | الأردن   |
| لونا بشارة         | فلسطين   |
| وسام البريحي       | الأردن   |
| رفعت النجار        | الأردن   |
| سامي حازم          | السعودية |
| علي الدويان        | السعودية |
| عبدالكريم الجراح   | الأردن   |
| شاكر جابر          | الأردن   |
| إبراهيم أبو الخير  | الأردن   |
| ناريمان عبدالكريم  | الأردن   |
| سهير فهد           | الأردن   |
| رانيا فهد          | الأردن   |
| غادة عباسي         | الأردن   |
| هشام هنيدي         | الأردن   |
| حسن الشاعر         | الأردن   |
| علا مضاعين         | الأردن   |
| محمد الضمور        | الأردن   |
| محمد المجالي       | الأردن   |
| عاكف نجم           | الأردن   |
| باسلة علي          | سوريا    |
| منذر خليل          | الأردن   |
| خالد صقر           | السعودية |
| شايش النعيمي       | الأردن   |
| جميل براهمة        | الأردن   |
| جولييت عواد        | الأردن   |
| داوود جلاجل        | الأردن   |
| هدى حمدان          | الأردن   |
| جميل عواد          | الأردن   |
| عبدالكريم القواسمي | الأردن   |

## هوامش
- النسخة الجديدة عن المسلسل الذي حمل نفس الاسم وقدم بعام 1980 .
- يعتبر أول عمل درامي تلفزيوني للإعلامية علا الفارس .

## انظر ايضاً
الدمعة الحمراء 1980

## وصلات خارجية
- صفحة المسلسل موقع السينما
- صفحة المسلسل شاهد نت
- صفحة المسلسل mbc